# Oscar Egg
Oscar Egg (Schlatt, 2 maart 1890 – Nice, 9 februari 1961) was een Zwitsers wielrenner.
Hij was een van de grootste en veelzijdigste kampioenen die de wielersport heeft gekend. Hij manifesteerde zich vooral op de baan waar hij acht zesdaagsen wist te winnen. Vooral de reeks prestaties die hij in 1914 neerzette, illustreerden zijn rijke mogelijkheden. Na een derde plaats in de Zesdaagse van Parijs (met André Perchicot) werd hij vierde in Parijs-Roubaix en won hij Parijs-Tours. Met een tussenpauze van vierentwintig uur verbeterde hij eerst het record over de kilometer met aanloop (1’10”2) en dan het uurrecord zonder gangmaking (44,427 km). Daarna ging hij van start in de Ronde van Frankrijk waarin hij dertiende eindigde en twee van de langste etappes won: Brest – La Rochelle (470 km) en La Rochelle – Bayonne (379 km). Datzelfde jaar werd hij Zwitsers kampioen op de weg en op de baan in de sprint.

## Werelduurrecords
In de geschiedenis van de uurrecords leverde Egg een zeven jaar lange strijd met Marcel Berthet. In die periode werd het record opgetrokken met 2,727 km. Het laatste record van Egg werd pas 19 jaar later door de Nederlander Jan van Hout verbeterd. Bij die gelegenheid ontstond een lange schriftelijke strijd, waarin Egg daags na de verrichtingen van de Nederlander een nieuwe opmeting van de wielerbaan in Roermond eiste. Hij was persoonlijk aanwezig toen dat gebeurde. Eerst stelde men vast dat de wielerbaan slechts 202,45 meter lang was in plaats van 205,90 zoals opgegeven was. Het record van Van Hout werd dus niet erkend. Later bleek dat men een fout had begaan bij de opmeting. Van Hout kreeg dus toch waar hij recht op had, maar niet helemaal, de Fransman Maurice Richard was inmiddels alweer sneller geweest.
In dat verband moet worden aangestipt dat Egg ook voordien op een gelijkaardige manier had gereageerd. Toen de Duitser Richard Weise op 27 juli 1913 in Berlijn 42,276 km haalde en daarmee Eggs 42,122 km verbeterde, eiste de Zwitser een opmeting van de Buffalo-baan in Parijs waar hij zijn eigen record had gevestigd. Toen bleek dat de baan 70 cm langer was dan werd verondersteld werd zijn record gecorrigeerd naar 42,360 km, wat meer was dan de afstand die Weise had afgelegd. Het record van Weise werd derhalve niet erkend.

## Achtervolging
Egg was niet alleen een uitstekend zesdaagsenrenner en een goede sprinter, maar ook een buitengewoon goed achtervolger. De enige nederlaag die hij in die discipline incasseerde was tegen Reggie McNamara in Newark. Tijdens een episch gevecht liep deze Egg in na 8 kilometer. Egg maakte ook ophef in de halve fond. Toen men hem de start weigerde in Bordeaux-Parijs 1924 besloot hij de strijd aan te gaan met Léon Georget in de Bol d'Or. Egg won niet alleen deze vierentwintiguurs race maar hij vestigde bovendien een nieuw record met een totaalafstand van meer dan 936 kilometer.

## Latere loopbaan
Toen hij in 1926 uit de competitie stapte vestigde hij een rijwielzaak in Parijs. Hij ontwierp een speciaal versnellingsapparaat en twee aerodynamische fietsen waarmee hij zijn duel met Berthet hervatte. Die had met een ander model 49 km 922 m afgelegd in één uur.
Tijdens zijn laatste levensjaren ging Egg in Genève wonen. Hij verbleef ook regelmatig aan de Côte d'Azur. Daar stierf hij toen hij eenenzeventig was.

## Belangrijkste overwinningen
1912
- Werelduurrecord

1913
- Werelduurrecord

1914
- Zwitsers kampioen Sprint (baan), Elite
- Zwitsers kampioen op de weg, Elite
- Parijs-Tours
- 4e etappe Ronde van Frankrijk
- 5e etappe Ronde van Frankrijk
- Werelduurrecord

1915
- Zesdaagse van Chicago, + Francesco Verri

1916
- Zesdaagse van New York, + Marcel Dupuy

1917
- Milaan-Turijn
- Milaan-Modena

1919
- 3e etappe Ronde van Italië
- 1e etappe Circuit des Champs de Bataille

1921
- Zesdaagse van Parijs, + Georges Sérès sr.
- Zesdaagse van New York

1922
- Zesdaagse van Vlaanderen-Gent

1923
- Zesdaagse van Parijs, + Piet van Kempen
- Zesdaagse van Chicago

1924
- Vierentwintig uur van Parijs (Bol d'Or)
- Zesdaagse van Chicago

1926
- Zwitsers kampioen Sprint (baan), Elite

## Resultaten in voornaamste wedstrijden
| Jaar | Ronde van Italië | Ronde van Frankrijk | Ronde van Spanje |
| ---- | ---------------- | ------------------- | ---------------- |
| 1912 |                  | opgave              |                  |
| 1914 |                  | 13e (2)             |                  |

| Jaar | Milaan-San Remo | Parijs-Roubaix | Parijs-Tours | Parijs-Brussel |
| ---- | --------------- | -------------- | ------------ | -------------- |
| 1912 | 22e             |                | 7e           | ↑              |
| 1914 |                 | 4e             | ↑            |                |

- Bibliothèque nationale de France: cb149744672 (data)
- Gemeinsame Normdatei: 1049493281
- Historisch woordenboek van Zwitserland: 014029
- International Standard Name Identifier: 0000 0004 3072 2397
- Virtual International Authority File: 308179139